# Viborgs bibliotek

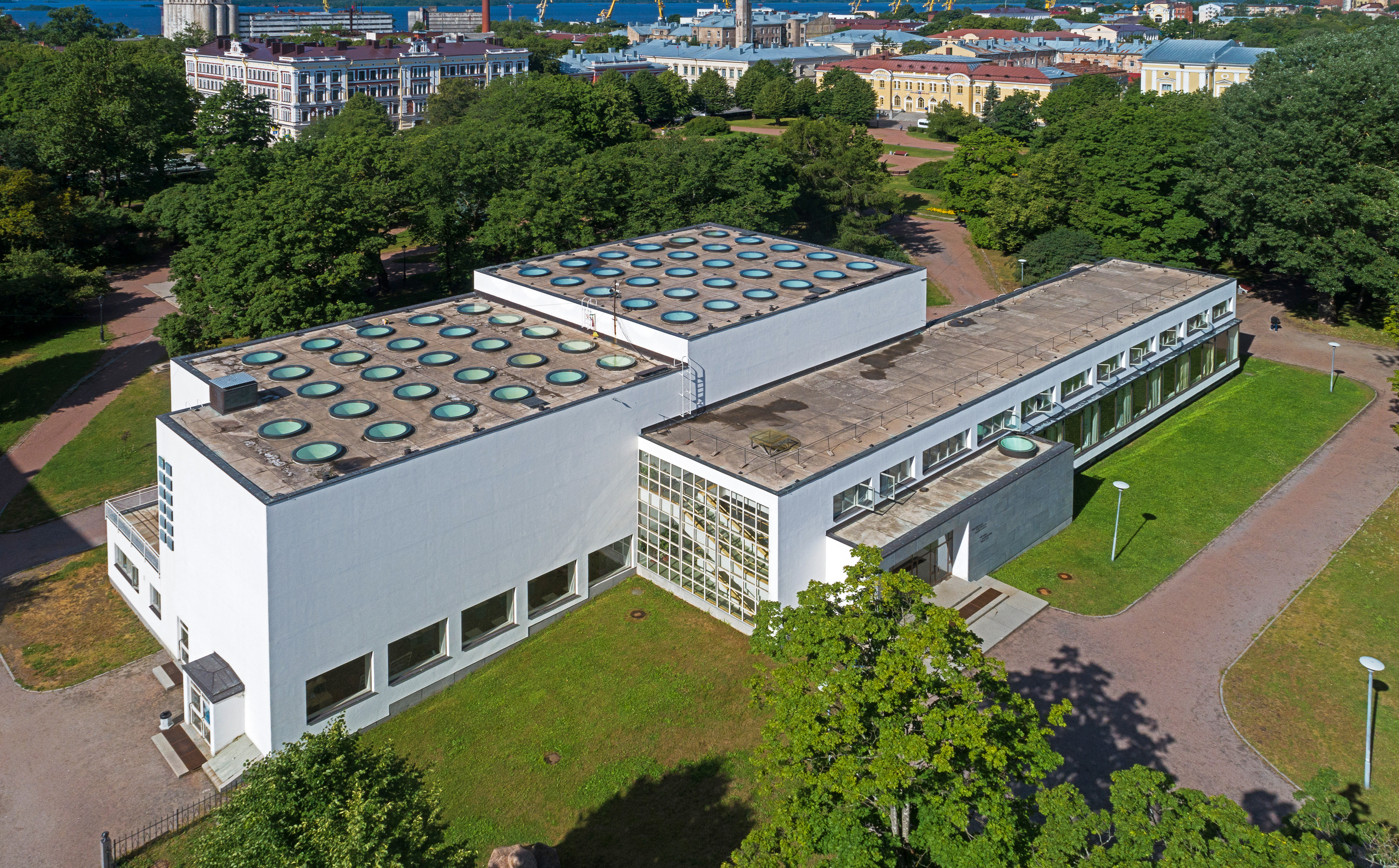
Biblioteket, 2019.

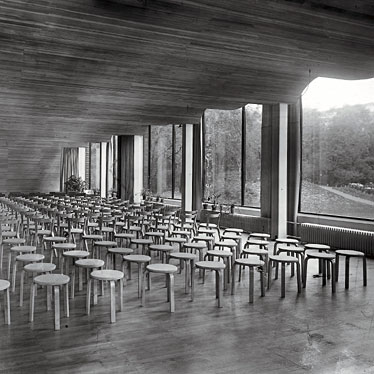
Interiörbild från biblioteket, 1930-talet.

Viborgs bibliotek (ryska: Библиотека Алвара Аалто; finska: Viipurin kaupunginkirjasto) är ett bibliotek i Viborg i Ryssland. Byggnaden är utformad av Alvar Aalto.

## Historik
Alvar Aalto vann en arkitekttävling 1927. Det tog tid att avgöra om byggnaden skulle uppföras, och ritningarna ändrades efterhand. Biblioteket uppfördes till sist mellan 1933 och 1935 i Torkelsparken. På den här tiden var Viborg finländskt, men blev efter andra världskriget en del av Sovjetunionen.
Byggnaden ses som ett tidigt viktigt verk av Aalto, med typisk funktionalistisk arkitektur. Internationellt räknas biblioteket som ett viktigt arkitekturhistoriskt kulturminne, som bör bevaras så som det såg ut när det byggdes. Aalto ritade och formgav allt i byggnaden, från exteriör till interiör och möbler. Mycket trämaterial användes. Designen är starkt påverkad av nordisk klassicism, och har jämförts med Stockholms stadsbibliotek, som ritades av Gunnar Asplund och färdigställdes ungefär samtidigt som Viborgs bibliotek ritades.

## Förfall
Under andra världskriget utsattes Viborg för starkt bombardemang, men biblioteket träffades inte. Efter kriget stod byggnaden länge tom, och underhållet missköttes. Åren 1955–61 renoverades biblioteket på ett sätt som Aalto ansåg förstörde hans skapelse. Mycket av inredningen och interiören gick förlorat. Åtgärderna gjordes utifrån fotografier. På grund av den politiska situationen kunde man inte ha kontakt med Aaltos arkitektkontor.

## Restaurering
Restaureringsarbetet inleddes 1994 som ett internationellt projekt. Renoveringar som gjorts under den sovjetiska tiden skalades bort och man återgick till ursprunget. Arbetet gick långsamt och det fanns stora problem med fasaden och taket som läckte. Efter kontakter mellan presidenterna Tarja Halonen och Vladimir Putin började också den ryska delen av finansieringen ordnas. År 2010 beviljades 6 miljoner euro i renoveringsbidrag. Arbetet utfördes av Sojuzstroirestavratsija, som specialiserat sig på renoveringen av gamla palats.

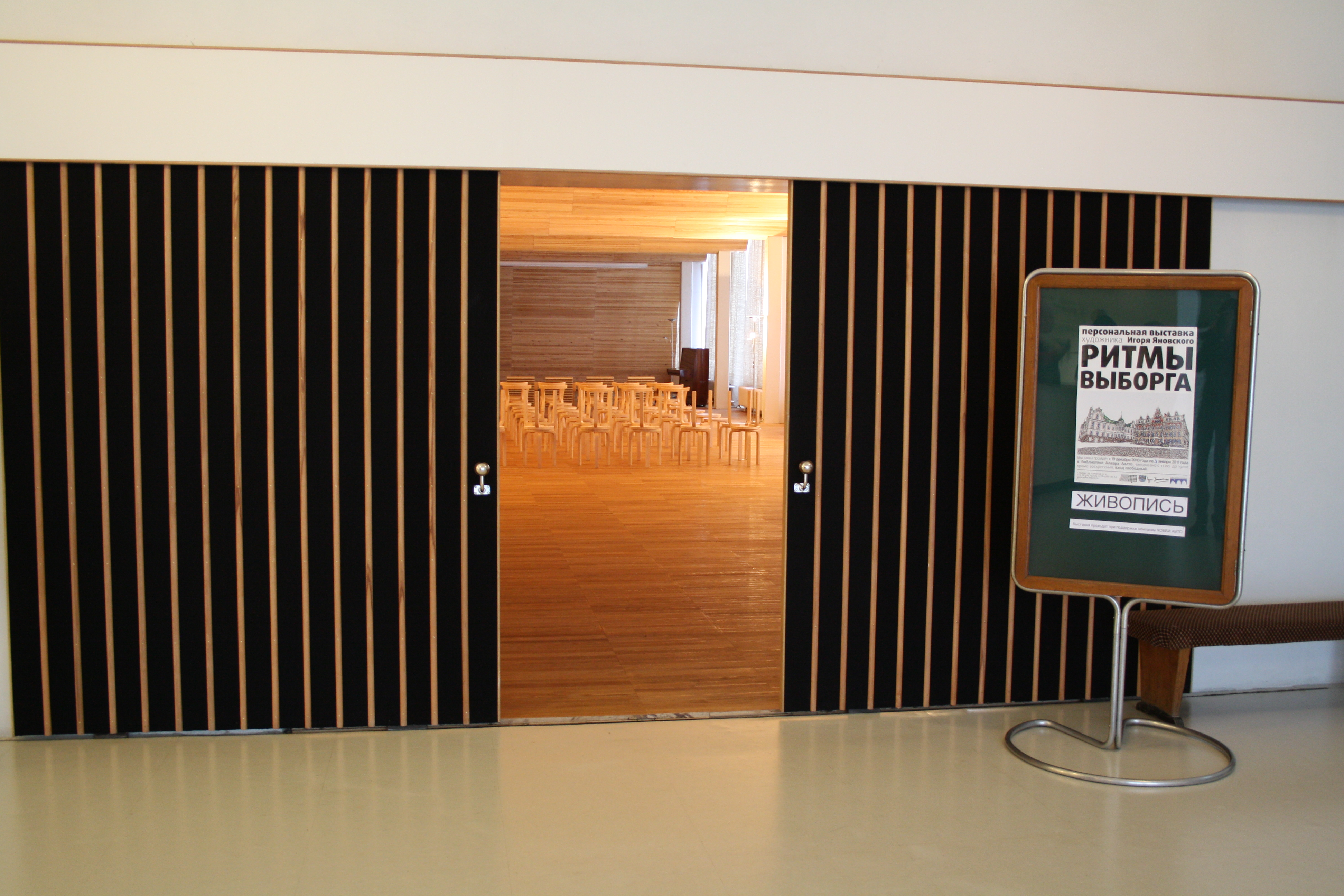
Auditoriet 2011.

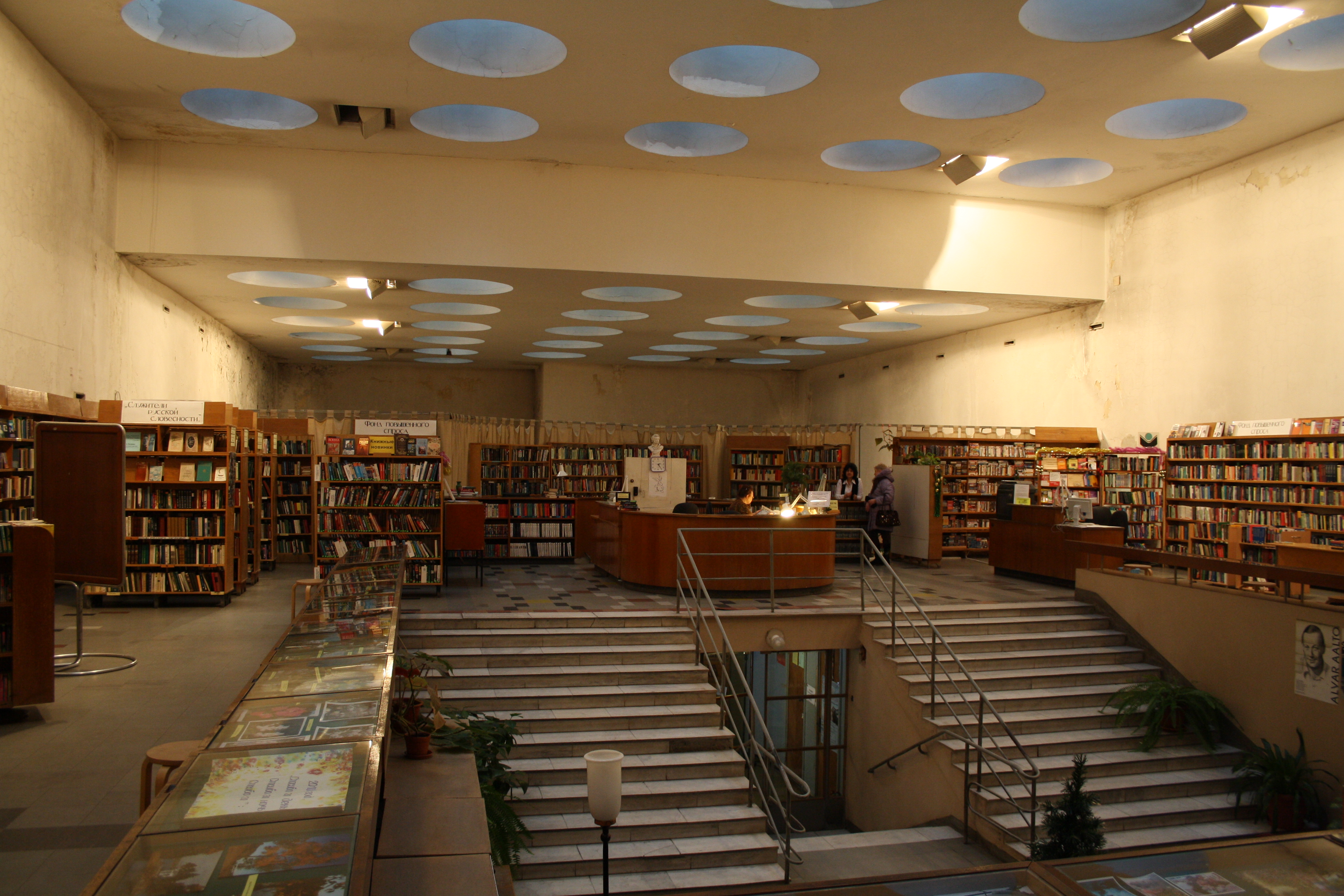
Interiören 2011.

Den första etappen var klar 2012 då föreläsnings-, låne- och läsesalarna stod färdiga. Utrymmena inreddes med Alvar Aaltos möbler. Det andra skedet omfattade källaren och de tekniska lösningarna i huset.
Renoveringen var klar i oktober 2013. Invigningen hölls den 23 november 2013.. Generalsekreteraren för renoveringen arkitekten Maija Kairamo kunde konstatera att biblioteket i dag kanske t.o.m. är i bättre skick än när det först stod klart.